# Elmira (New York, kisváros)
Elmira kisváros (town) az USA New York államában, Chemung megyében. Lakosainak száma 6848 fő (2020. április 1.).

## Népesség
A település népességének változása:

| 2010 | 6 934 |
| 2020 | 6 848 |